# Штетина, Яромир
Яромир Штетина (чеш. Jaromír Štětina; 6 апреля 1943[…], Прага[…] — 17 апреля 2025, Прага) — чешский журналист, писатель и политический деятель. Основатель некоммерческой организации Человек в беде (чеш. Člověk v tísni). Бывший член верхней палаты чешского парламента. Известен в Чехии как военный корреспондент из конфликтных регионов бывшего Советского Союза. С 2014 по 2019 год — депутат Европарламента.

## Биография
Штетина был выходцем из буржуазной и одновременно коммунистической среды. Его бабушка была одной из основателей Коммунистической партии Чехословакии, а его дед по материнской линии жил в Чикаго, где владел пабом под названием «Прага». Отец Яромира работал в посольстве в Китае.
Штетина вырос в пограничном районе на севере Чехии, куда его родители переехали в 1945 году, и где Яромир окончил гимназию.
В период с 1961 по 1967, Яромир Штетина учился в Университете экономики в Праге. В 1968 году начал работать в качестве журналиста в газете «Mladá Fronta». В ходе операции «Дунай» советская армия взяла под контроль «Mladá Fronta». Штетина впоследствии был уволен из-за его разногласий с новым руководством. После увольнения работал геодезистом, одновременно изучая геологию в Карловом университете в Праге. В начале 1969 года был разнорабочим на предприятии «Geological Survey». В период с 1970 по 1999 год провёл около двадцати пяти научных и спортивных экспедиций в Сибири и азиатских странах; является основателем чешского рафтинга. В те же годы была написана самая знаменитая книга «S matyldou ро Indu» на тему рафтинга.
В 1987 году Яромир Штетина стал выступать публично. В период с 1987 по 1989 год провёл ряд политических лекций в Чехословакии. В 1989 году стал одним из основателей синдиката журналистов, возобновив в конечном итоге свою карьеру журналиста, работая в газете «Lidové noviny». В 1990 году начал работать в качестве иностранного корреспондента в Москве, где описывал многочисленные конфликты, происходившие в Советском Союзе. В 1992 году он основал Фонд «Lidových novin». В 1993—1994 годах был главным редактором «Lidové noviny». В 1994 году он основал независимое журналистское агентство «Epicentrum», посвящённое военной отчётности.
Штетина специализируется на описании военных конфликтах в Европе, Азии и Африке, побывав более чем в 20 странах. Кроме того, он издал 10 книг и бесчисленное множество статей, а также снял десятки документальных фильмов.
В 2004 году во время выборов в Сенат (верхняя палата парламента Чехии) Штетина баллотировался в качестве независимого кандидата при поддержке Партии зелёных. Победив на выборах, вступил в должность сенатора от 10-го Пражского округа.
Штетина является одним из инициаторов подписания Пражской декларации о европейской совести и коммунизме.
На данный момент, будучи членом Европарламент от Чешской республики, занимает должность заместителя главы Комитета по вопросам безопасности и обороны.
Начиная с 2014 года Яромир Штетина интересовался политической ситуацией на Украине и несколько раз путешествовал по стране по своей собственной инициативе. В августе того же года в интервью для «Radio Journal» назвал Россию «Империей зла».
В 2015 году был внесён в список европейских политиков, которым запрещено въезжать на территорию Российской Федерации.
В 2016 году Штетина был одним из трёх депутатов Европейского парламента, посетивших город Марьинку, находящийся в непосредственной близости от Донецка.
12 апреля 2016 года проголосовал за резолюцию Европейского парламента, который одобрил предложение Европейской комиссии под руководством Жан-Клода Юнкера ввести обязательные квоты для постоянного перераспределения беженцев между государствами-членами ЕС в ответ на проблему европейского миграционного кризиса.
Умер 17 апреля 2025 года в возрасте 82 лет в Праге после продолжительной болезни.

## Награды
- Медаль «За заслуги» III степени (2000 год)[10]
- Медаль Мхитара Гоша (16 февраля 2016 года, Армения) — за значительный вклад в международное признание Геноцида армян[11]